# Maximilian Riedmüller
Maximilian Riedmüller  (nacido el 4 de enero de 1988, en Munich; Alemania) es un futbolista alemán. Juega como portero y su actual club es Bayern de Múnich. Debutó con el segundo equipo del bayern el 1 de marzo de 2009, entrando como sustituto del lesionado Thomas Kraft, en el encuentro de la 3. Liga contra el Carl Zeiss Jena. Fue promovido al primer equipo del Bayern en la temporada 2011-12, teniendo que usar el número 24.

## Clubes
| Club                | País     | Año             |
| ------------------- | -------- | --------------- |
| SV Heimstetten      | Alemania | 2007 - 2008     |
| Bayern de Múnich II | Alemania | 2008 - 2011     |
| Bayern de Múnich    | Alemania | 2011 - 2013     |
| Holstein Kiel       | Alemania | 2013 - Presente |

### Campeonatos internacionales
| Título                       | Equipo (*)       | País    | Año     |
| ---------------------------- | ---------------- | ------- | ------- |
| Liga de Campeones de la UEFA | Bayern de Múnich | Londres | 2012-13 |